# 이차변동성
이차변동성(quadratic variation)은 확률과정의 변동성을 나타내는 단위 중의 하나로, 확률과정 및 브라운 운동의 분석에 쓰인다.

## 정의
확률공간 {\displaystyle (\Omega ,{\mathcal {F}},\mathbb {P} )}에 대해 정의된 실수의 값을 갖는 확률과정 {\displaystyle X_{t}}가 존재하며 첨수 {\displaystyle t}가 0 또는 양의 값을 갖는 첨수집합 {\displaystyle T}의 원소라고 가정할 경우, 다음과 같이 {\displaystyle X_{t}}의 이차변동성 과정 {\displaystyle [X_{t}]}를 정의할 수 있다.
{\displaystyle [X]_{t}=\lim _{\Vert P\Vert \rightarrow 0}\sum _{k=1}^{n}(X_{t_{k}}-X_{t_{k-1}})^{2}}
여기서 {\displaystyle P}는 구간 {\displaystyle [0,t]}에 대한 분할(partition)이다. 만약 {\displaystyle P}의 노름이 감소함에 따라 {\displaystyle X_{t}}가 확률적으로 수렴할 경우 이 극한값을 구할 수 있다. 

### 이차교차변동성
이차변동성의 개념을 좀 더 확장할 경우 다음과 같이 두 확률과정 {\displaystyle X_{t},Y_{t}}의 이차교차변동성(quadratic cross-variance) 역시 구할 수 있다.
{\displaystyle [X,Y]_{t}=\lim _{\Vert P\Vert \to 0}\sum _{k=1}^{n}\left(X_{t_{k}}-X_{t_{k-1}}\right)\left(Y_{t_{k}}-Y_{t_{k-1}}\right)}
이차교차변동성은 다음과 같이 이차변동성을 이용해 나타낼 수도 있다.
{\displaystyle [X,Y]_{t}={\frac {1}{4}}([X+Y]_{t}-[X-Y]_{t}).}

## 같이 보기
- 전변동
- 유계 변동 함수